# Sceloporus grandaevus
Sceloporus grandaevus là một loài thằn lằn trong họ Phrynosomatidae. Loài này được Dickerson mô tả khoa học đầu tiên năm 1919.